# Eb 3/5

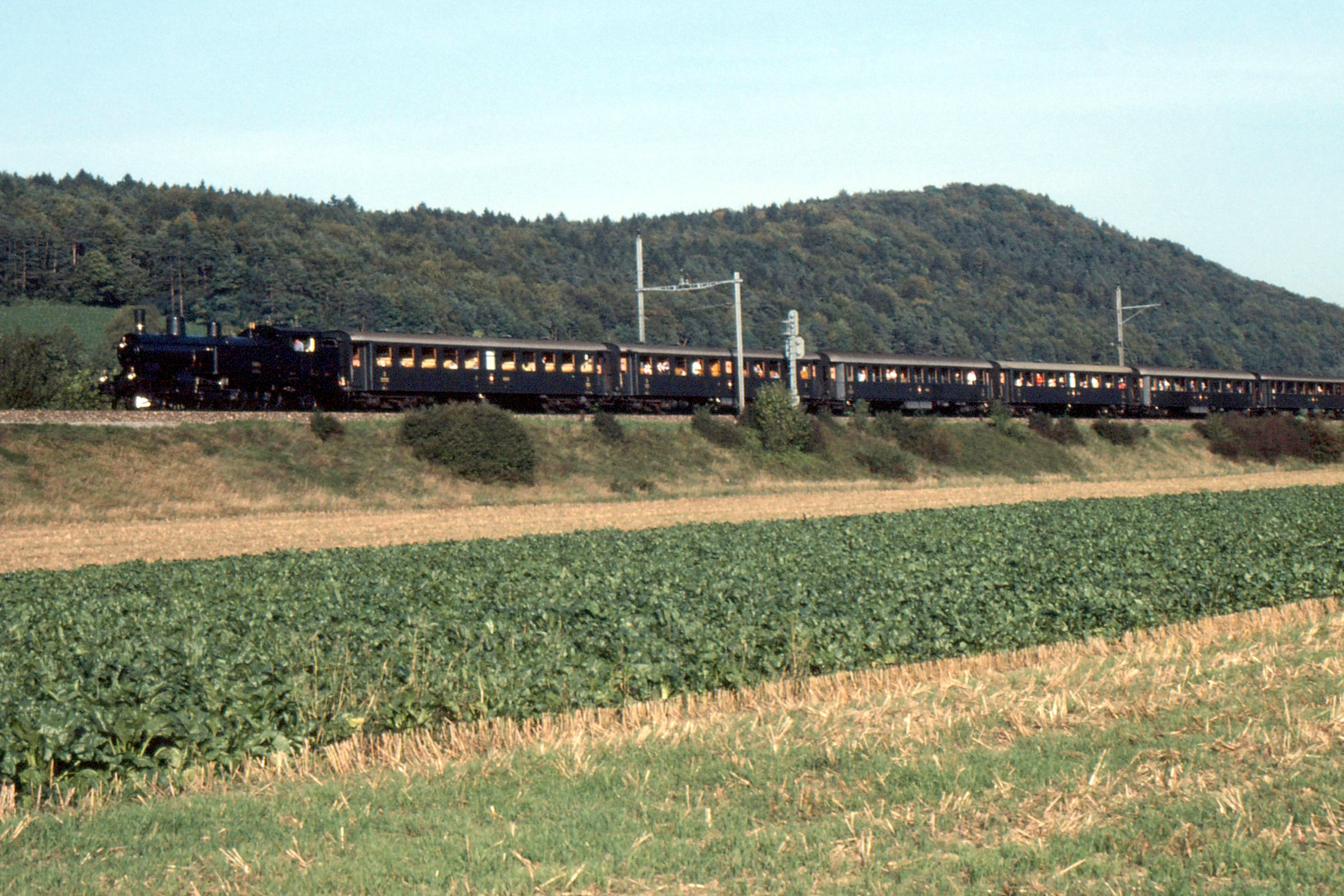
Czynny parowóz (o numerze 5819) wykorzystywany w Szwajcarii

Parowóz Eb 3/5 – tendrzak wyprodukowany w latach 1911-1916 w zakładach SLM dla Szwajcarskich Kolei Związkowych. Posiadał układ osi 1'C1', przy czym oś toczna przednia była połączona z osią wiązaną wózkiem Kraussa-Helmholza. Sam silnik parowy składał się z dwóch cylindrów i był napędzany przez parę przegrzaną.
Łącznie wyprodukowano 34 parowozy tej klasy.